# Jerzy Sagan
Jerzy Sagan (ur. 13 września 1928 w Krakowie, zm. 14 kwietnia 1998 w Krakowie) – polski aktor teatralny i filmowy.

## Życiorys
Studia w krakowskiej PWST ukończył w 1953 r. W latach 1953–1959 pracował w Teatrze Młodego Widza w Krakowie, od 1959 do 1991 w Teatrze I. Juliusza Słowackiego w Krakowie z przerwą na sezon 1963-64 w Teatr Ludowy w Nowej Hucie. W latach 1968–1997 wystąpił w dziesięciu spektaklach teatru telewizji.

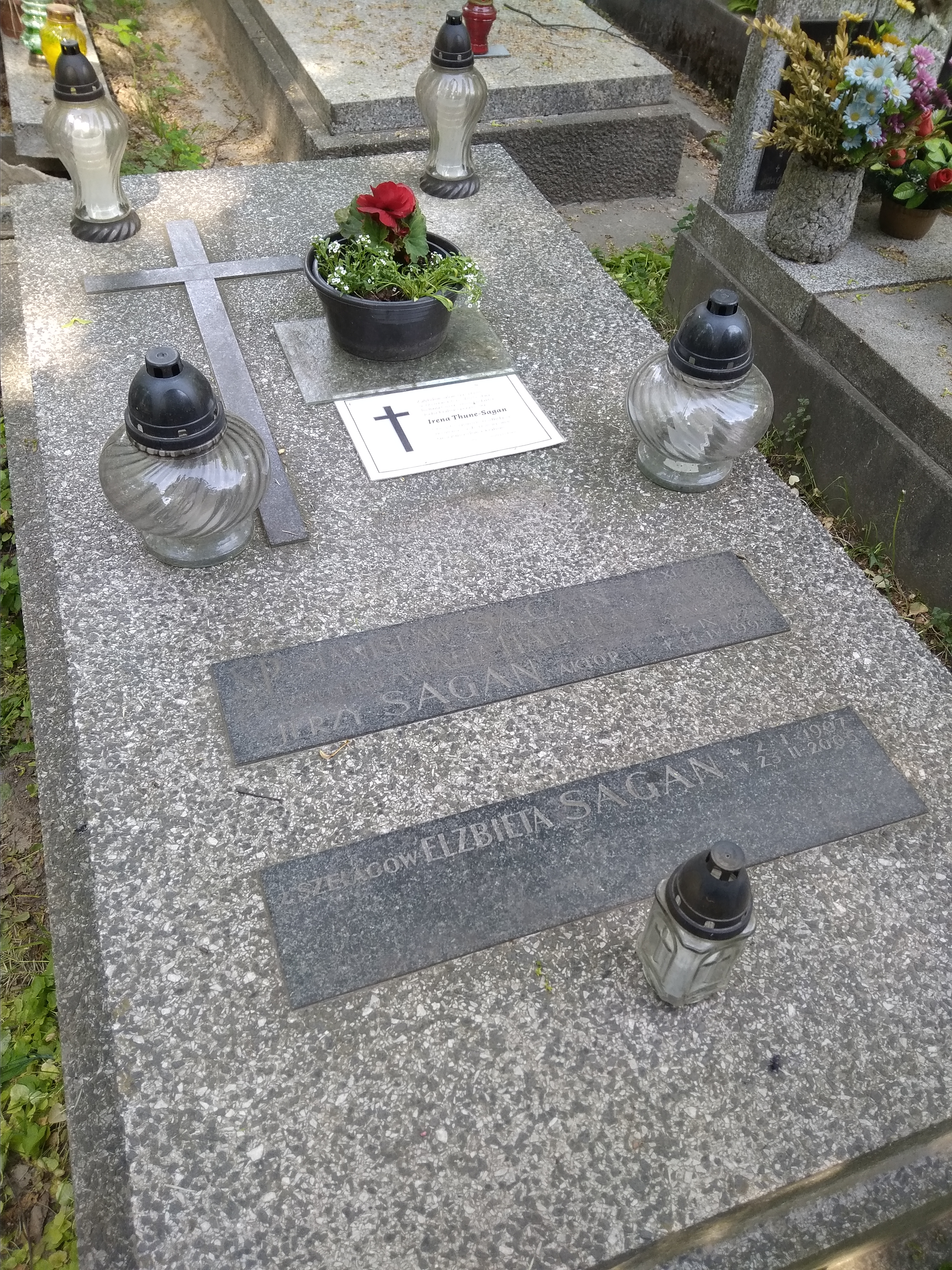
Grób Jerzego Sagana na cmentarzu Rakowickim w Krakowie (kwatera XIIB, rząd 9, miejsce 8)

## Filmografia
- 1997: Un Air Si Pur... – gość
- 1993: Lista Schindlera – starzec w getcie
- 1989–1990: Podróże kapitana Klipera – kapitan Kliper (głos, odc. 11-13)
- 1988: Rzeczpospolitej dni pierwsze – Wincenty Witos
- 1987: Ucieczka z miejsc ukochanych – obsada aktorska (odc. 4, 5)
- 1986: Blisko, coraz bliżej – przyjaciel Kulickiego w Krakowie (odc. 15)
- 1985: Zamach stanu – Wincenty Witos
- 1982: Polonia Restituta – członek Naczelnej Rady Ludowej w Poznaniu
- 1980: Polonia Restituta – członek Naczelnej Rady Ludowej w Poznaniu
- 1980: Zamach stanu – Wincenty Witos
- 1979: Klincz – dyrektor
- 1978: Umarli rzucają cień – „Edward”
- 1977: Śmierć prezydenta – Wincenty Witos
- 1977: Zapach ziemi – obsada aktorska
- 1976: Czerwone i czarne kamienie – skarbnik
- 1976: Ocalić miasto – kanalarz Migura